# Anaxyrus exsul
Anaxyrus exsul és una espècie d'amfibi que viu a Califòrnia.
Està amenaçada d'extinció per la pèrdua del seu hàbitat natural.